# 内田全一
内田 全一（うちだ ぜんいち、1930年（昭和5年）3月6日 - 2012年（平成24年）7月25日）は、昭和から平成時代前期の政治家。精神科医。埼玉県秩父市長。秩父市名誉市民。

## 経歴
埼玉県秩父郡秩父町（現秩父市）出身。1947年 (昭和18年) 埼玉県立熊谷中学校(現在の埼玉県立熊谷高等学校)、1954年（昭和29年）日本医科大学医学部を卒業。卒業後、精神科医となる。秩父中央病院院長を務めた。1987年（昭和62年）5月、秩父市長に就任し、2003年（平成15年）4月まで務めた。在任中は西武鉄道の秩父乗り入れ、秩父公園橋の架橋、国道や県道の改良、国道140号雁坂トンネル、皆野寄居バイパスの開通などに尽力した。

## 栄典
勲章等
- 2003年（平成15年）11月3日 - 旭日小綬章[2]